# مایکل اسلوویس
مایکل اسلوویس (به انگلیسی: Michael Slovis) فیلمبردار، کارگردان تلویزیونی و سینمایی آمریکاست؛ ولی فیلمبردار سریال برکینگ بد نیز بوده‌است. مایکل به همراه خانواده‌اش ساکن مونتکلیر، نیوجرسی است و این زوج دارای ۳ فرزند نیز هستند. مایکل اسلوویس دانش‌آموخته دانشگاه نیویورک است.
از دیگر فیلم‌های او می‌توان به بداندیش اشاره کرد.

## پیوند
مایکل اسلوویس در بانک اطلاعات اینترنتی فیلم‌ها